# Ладенбург
Ладенбург (нем. и алем. нем. Ladenburg, пфальц. Ladeberg, лат. Lopodunum) — город в Германии, в земле Баден-Вюртемберг.
Подчинён административному округу Гейдельберг. Входит в состав района Рейн-Неккар. Население составляет 11 513 человек (на 31 декабря 2010 года). Занимает площадь 19 км². Официальный код — 08 2 26 038.

## История
Ладенбург называет себя старейшим городом Германии на правом берегу Рейна. История поселения на берегу Неккара восходит к римскому городу Лоподунум, основанному на месте вероятно кельтского оппидума в 94 году императором Траяном. С другой стороны, согласно археологическим данным, первые поселенцы пришли в эту местность между 3000 и 200 годами до н. э.

## Знаменитые земляки
- Бенц, Карл (1844—1929) — пионер автомобилестроения; проживал в городе с 1904 по 1929 годы
- Зигель, Генрих (1830—1899) — историк

## Фотографии

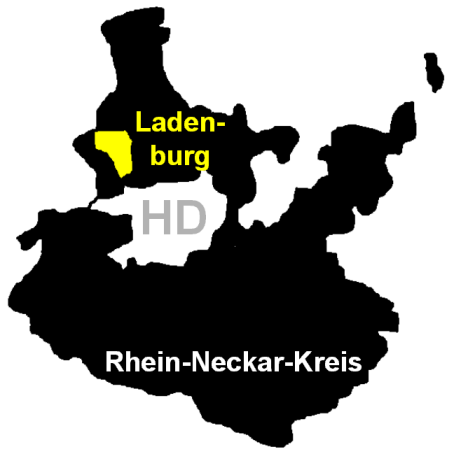
Ладенбург в районе Рейн-Неккар
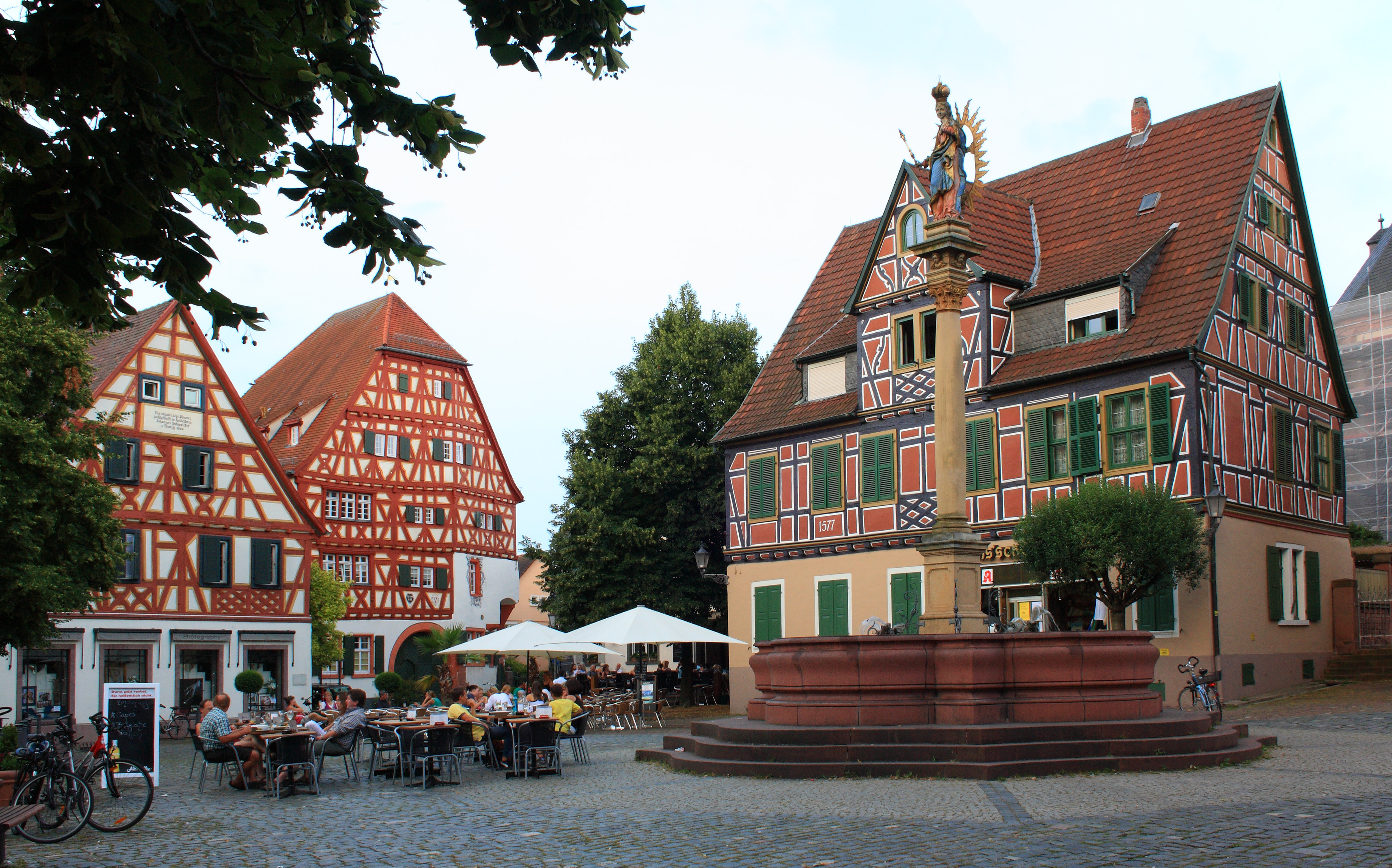
Рыночная площадь
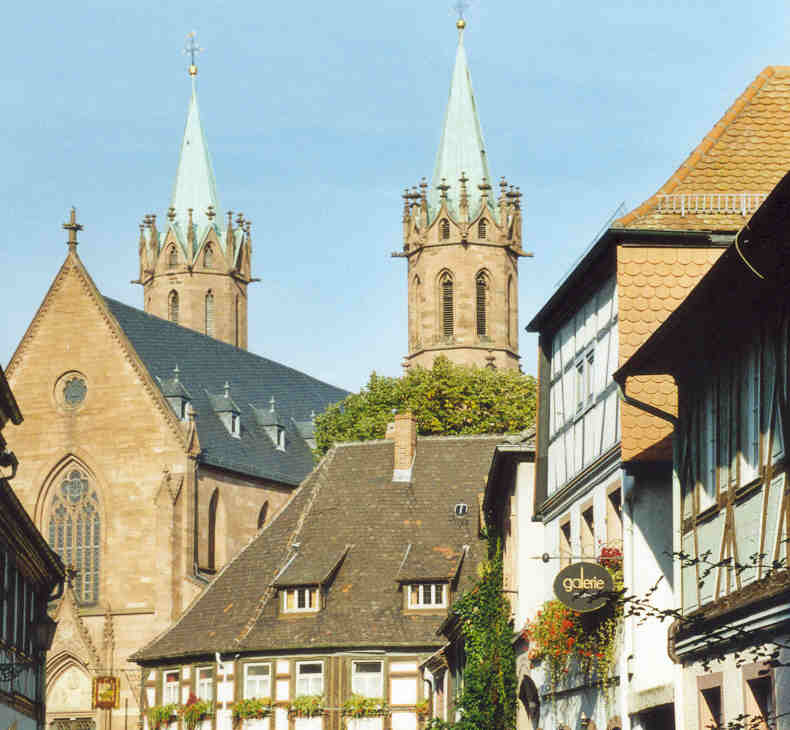
Вид на городскую церковь св. Галла
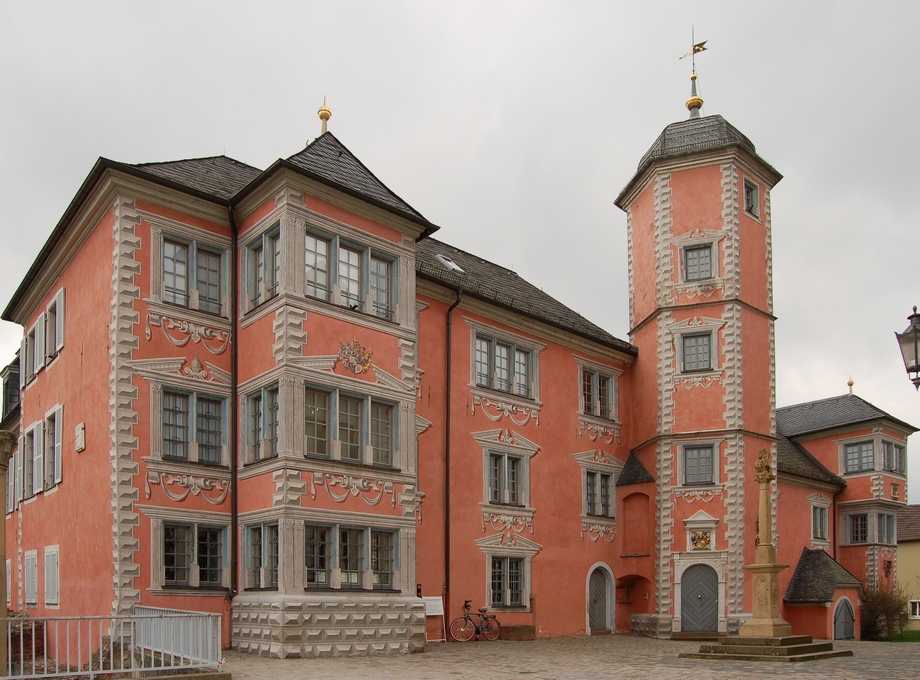
Исторический музей Лобденгау — бывшая летняя резиденция епископов Вормса
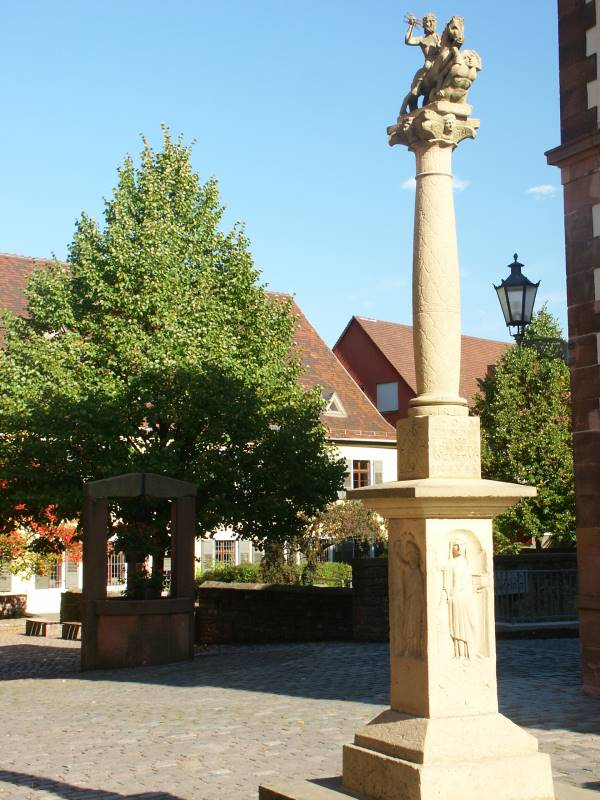
Колонна Юпитера (копия) перед музеем Лобденгау
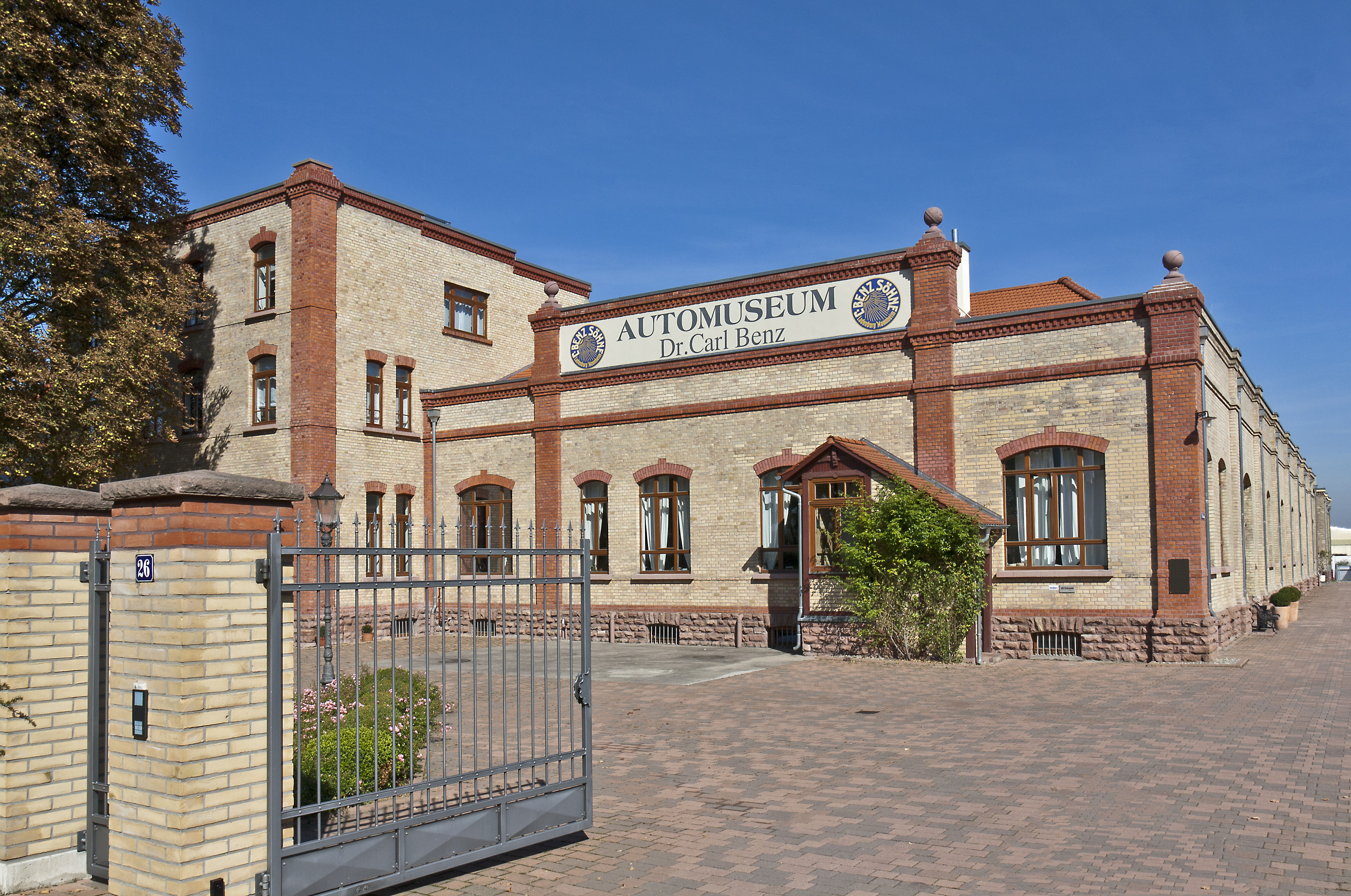
Автомобильный музей в бывшем здании фабрики Карла Бенца